# 客家裔美國人
客家裔美國人（英語：Hakka Americans），又稱客裔美國人或客家美國人，也可簡稱為客美人。

## 各界名人
- 安雅‧安陽-齊（英语：Anya Ayoung-Chee）（1981年—）：特立尼達時裝設計師、模特兒和電視主持人。
- 麗莎·比亞吉奥蒂（英语：Lisa Biagiotti）（1979年—）：駐洛杉磯的電影製作人和記者。
- 陳樹柏（英语：Lisa Biagiotti）（1929年—2013年）：中國出生的電氣工程師，曾在聖克拉拉大學擔任教授多年，後來創立了國際技術大學並擔任其首任校長。
- 張五常（1935—）：香港出生的美國經濟學家，專門研究交易成本和產權領域。
- 克萊夫·錢（英语：Clive Chin）（1954年—）：牙買加唱片製作人。
- 丹尼斯·錢（英语：Dennis Chin）（1937年—2003年）：足球員。
- 陳肖恩（英语：Shawn Chin）（1989年—）：足球員。
- 蘭迪·錢（英语：Randy Chin）（1937年—2003年）：牙買加唱片製作人和廠牌所有者，經營蘭迪商店。
- 邱信福（英语：David Chiu (politician)）（1970年—）：目前在加州議會服務的美國政治家。
- 周廷潮（1938年—）：客家裔美國理論生物學家、藥理學家、癌症研究者和發明家。
- 馬唯中（1980年—）：中華民國前總統馬英九之長女。
- 馬克鐘（英语：Mark Chung）（1970年—）：足球員。
- 蘇帕·杜帕（英语：Supa Dups）：出生，牙買加唱片製作人，鼓手，位於佛羅里達州邁阿密的選擇者。
- 古今輝（1835年—1908年）：夏威夷的商人、社區領袖和慈善家。
- 江棣香（1875年—1951年）：夏威夷的第一位女性客家醫生。
- 歐陽靖（1982年—）：香港裔美國饒舌歌手、詞曲作者。
- 寶拉·威廉斯·麥迪遜（英语：Paula Williams Madison）（1953年—）：美國記者、作家、商人和高階主管。
- 卡羅琳·萊拉尼（英语：Carolyn Lei-Lanilau）：美國詩人與學者。
- 李鐵軍（1904年—2002年）：國民黨將軍。
- 廖仲愷（1877年—1925年）：出生在美國，是國民黨領袖、金融家和暗殺受害者。
- 林昭亮（1960年—）：台裔美籍小提琴家，以在主要管弦樂團中作為獨奏家的出色表現而聞名。
- 戴安娜·劉（英语：Dyana Liu）（1981年—）：出生在台灣的美國女演員。
- 黃馨祥（1952年—）：南非外科醫生、醫學研究員、商人、慈善家，以及加州大學洛杉磯分校的教授。
- 孫科（1891年—1973年）：字哲生，是中華民國政府中的高級官員，孫中山與第一任妻子盧慕貞的兒子。
- 孫穗芬（1937年—2011年）：華裔美國外交官、女商人，孫中山的孫女。
- 鄧青雲（1947年—）：香港出生的美國物理化學家。
- 曾勻（1959年—2009年）：出生於台灣的美國和加拿大應用數學家，是華盛頓大學數學系的教授。
- 王若琳（1988年—）：台裔美籍创作歌手，著名音乐制作人王治平的女儿。
- 溫聯星（1968年—）：中國地震學家、地球動力學家和行星科學家。
- 丘成桐（1949年—）：出生在中國的美國數學家。他於1982年獲得菲爾茲獎。
- 葉亞威（英语：Yiaway Yeh）（1978年—）：加州帕洛阿爾托前市議員和市長。
- 楊偉明（英语：Amos Yong）（1965年—）：亞裔美國五旬節神學家。
- 鄭珣（1901年—2005年）：美國百歲老人，據稱是最年長的網路使用者。
- 余靖（1979年—）：前中華民國總統馬英九的外甥。
- 帕齊·袁（英语：Patsy Yuen）（1952年—）：牙買加服裝設計師和選美皇后。

## 出版物
- Global Hakka: Hakka Identity in the Remaking.(2015)